# Hôpital Jeffery Hale Saint Brigid's
L'hôpital Jeffery Hale Saint Brigid's est un établissement de santé de Québec comprenant deux sites : l'hôpital Jeffery Hale, dans le quartier Saint-Sacrement, et le centre d'hébergement Saint Brigid's Home, dans Sillery.

## Histoire
Le Jeffery Hale Saint Brigid's est né de la fusion des organisations de deux établissements de santé d’appartenance anglophone en 2007. Bien que sa clientèle soit majoritairement francophone, sa mission est orientée vers la communauté anglophone de la région de la Capitale-Nationale.

### Saint Brigid's
En 1856, l'abbé irlandais Bernard McGauran fonde le Saint Brigid’s Asylum pour ses compatriotes ayant immigré à Québec à la suite de la Grande Famine en Irlande. Cet asile est initialement situé sur la rue McMahon, près de l'église Saint-Patrick de Québec, avant de déménager sur la Grande Allée le 11 avril 1858. Les soins sont procurés par les Sœurs de la charité de Québec. En 1922, le Saint Brigid’s Home devient une institution reconnue par le gouvernement et son financement devient progressivement public.
En 1972, il déménage au 1645, chemin Saint-Louis. (46° 47′ 04″ N, 71° 14′ 44″ O)
Saint Brigid's possède actuellement le statut de CHSLD.

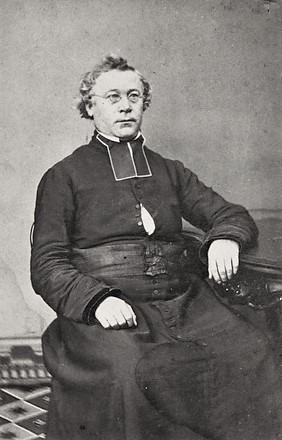
Bernard McGauran
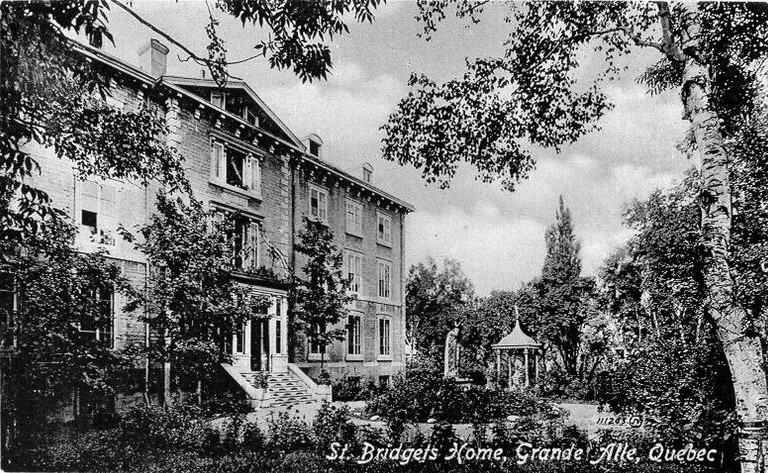
St. Brigid's, Grande Allée, 1930

### Jeffery Hale
En 1865, le philanthrope Jeffery Hale lègue une partie de sa fortune à la construction d'un hôpital. De foi anglicane évangélique, ce dernier souhaite que la communauté protestante puisse être soignée ailleurs que dans les hôpitaux catholiques de la ville. L'hôpital ouvre ses portes en 1867 au coin de la rue des Glacis et de la rue Saint-Olivier.
Le 12 juin 1901, un nouveau bâtiment est inauguré sur la rue Saint-Cyrille. La construction d'un second pavillon, le McKenzie Memorial Building, est terminé en 1906.
En 1956, l'hôpital effectue un second déménagement en s'établissant au coin du chemin Sainte-Foy et de l'avenue Saint-Sacrement. Le nouvel hôpital est bâti de 1953 à 1955 d'après les plans de l'architecte Lucien Mainguy, sur un terrain offert par Frank William Ross.

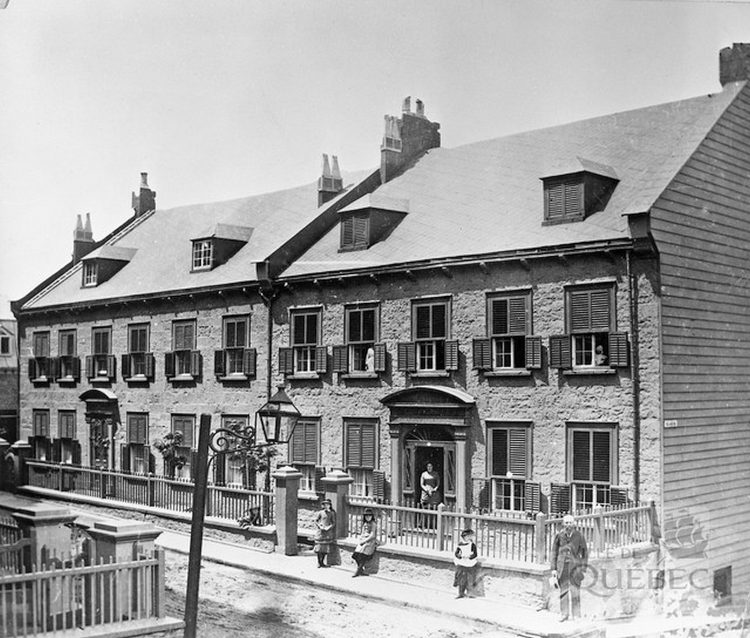
L'hôpital avant 1895
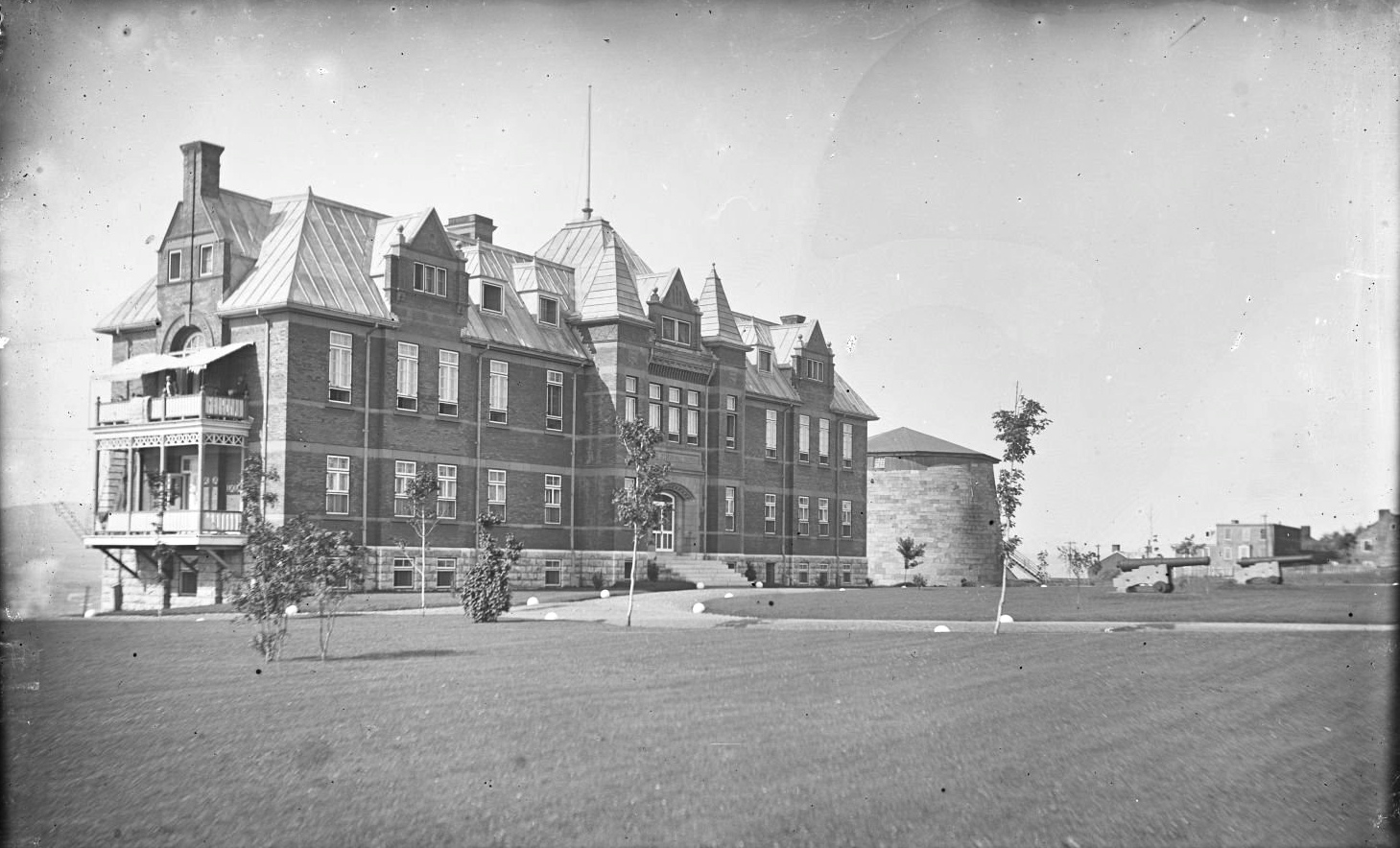
L'hôpital en 1904
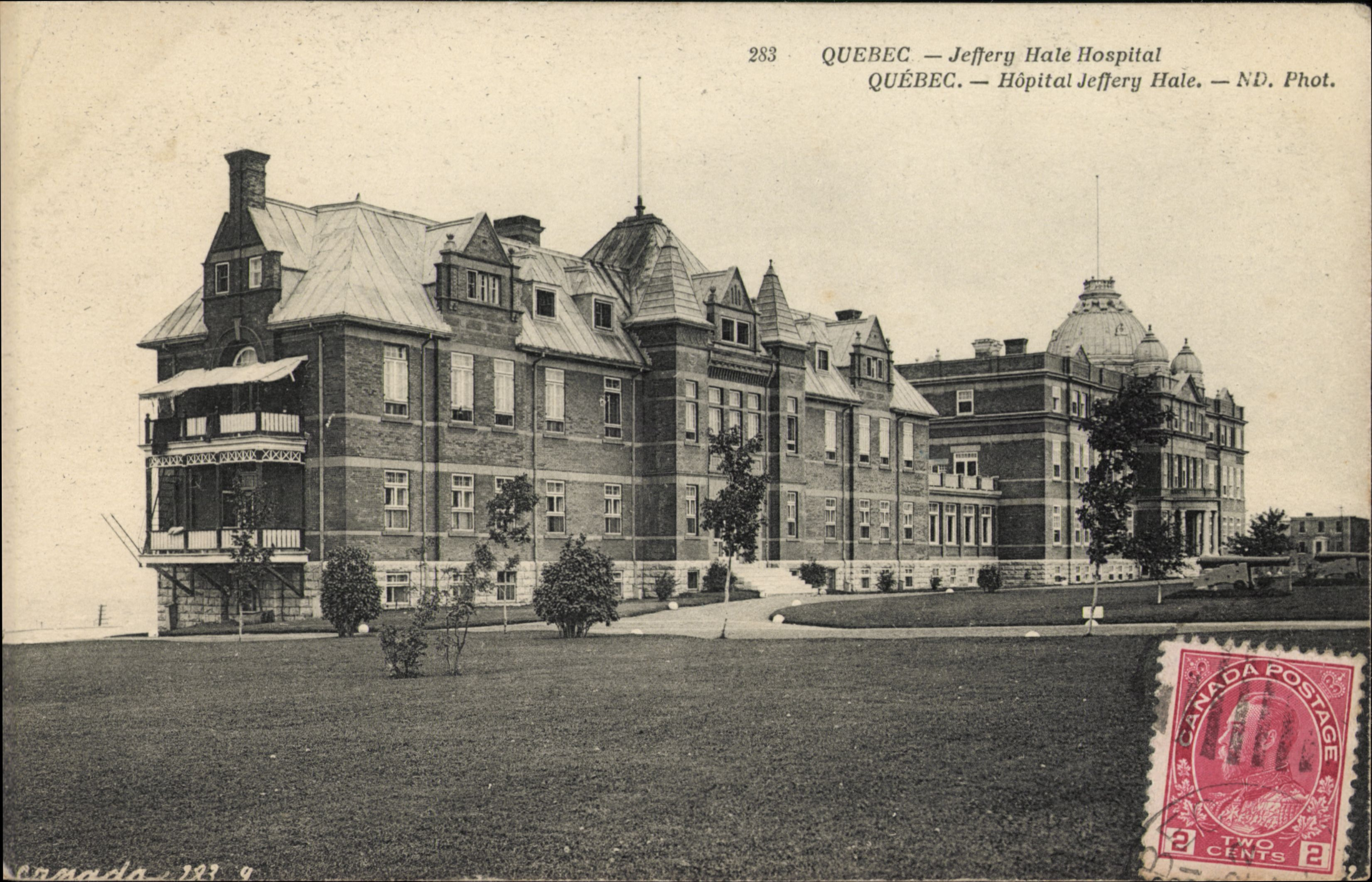
L'hôpital en 1908
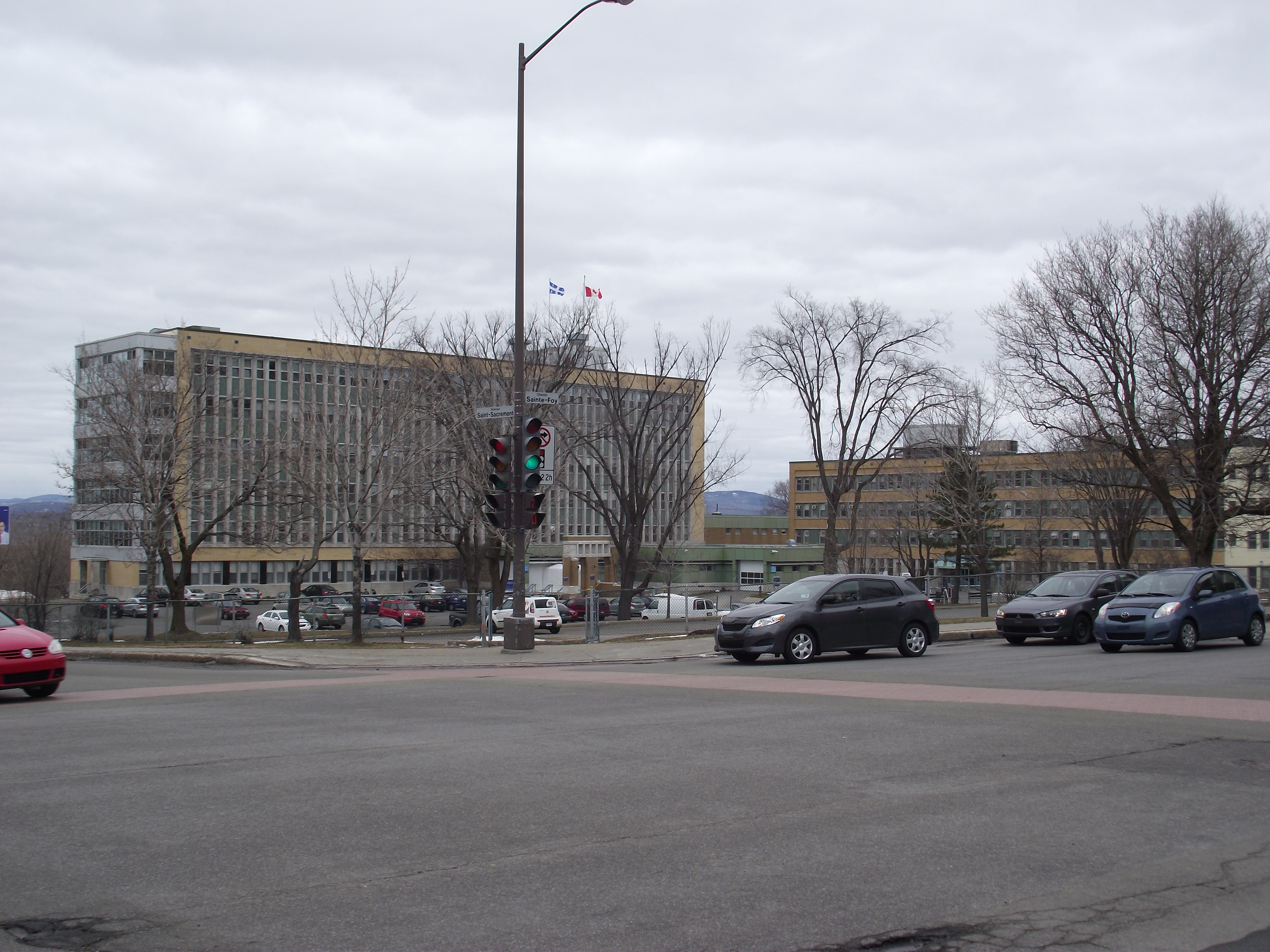
L'hôpital actuel